# Unconditional (Memphis May Fire)
Unconditional è il quarto album in studio del gruppo metalcore/post-hardcore statunitense Memphis May Fire, pubblicato nel 2014.

## Tracce
1. No Ordinary Love – 3:56
2. Beneath the Skin – 4:12
3. Sleepless Night
4. The Answer
5. Possibilities
6. Speechless
7. The Rose
8. Not Enough
9. Need To Be
10. Pharisees
11. Divinity

## Formazione
- Kellen McGregor - chitarra, voce addizionale, programmazioni
- Cory Elder - basso
- Matty Mullins - voce, tastiere
- Jake Garland - batteria